# 용감한 시민
《용감한 시민》은 2023년에 개봉한 대한민국의 영화이다.

## 캐스팅

### 주연
- 신혜선 : 소시민 역
- 이준영 : 한수강 역

### 조연
- 박정우 : 고진형 역
- 박혁권 : 소영택 역
- 차청화 : 이재경 역
- 이찬형 : 권중 역
- 차우민  : 이문기 역